# Ръждива дървесна сврака
Ръждива дървесна сврака (Dendrocitta vagabunda), странстваща сврака е вид птица от семейство Вранови (Corvidae).

## Разпространение
Видът е разпространен в Бангладеш, Бутан, Виетнам, Индия, Камбоджа, Лаос, Мианмар, Непал, Пакистан и Тайланд.